# Raynard Tissink
Raynard Shayne Tissink (10 de noviembre de 1973) es un deportista sudafricano que compitió en triatlón. Ganó una medalla de bronce en el Campeonato Africano de Triatlón de 2001.

## Palmarés internacional
| Campeonato Africano | Campeonato Africano        | Campeonato Africano | Campeonato Africano |
| Año                 | Lugar                      | Medalla             | Prueba              |
| ------------------- | -------------------------- | ------------------- | ------------------- |
| 2001                | Port Elizabeth (Sudáfrica) | Medalla de bronce   | Individual          |